# روبرتا بروني
روبرتا بروني (بالإيطالية: Roberta Bruni)‏ (من مواليد 8 مارس 1994) لاعبة قفز بالزانة إيطالية، يعتبر أفضل رقم شخصية لها بلغ 4.60 متر (15 قدم 1 بوصة) هي الرقم القياسي الإيطالي للحدث.
شاركت في دورة الألعاب الأولمبية الصيفية 2024 في القفز بالزانة للسيدات وتمكن من تجاوز جولة تصفيات القفز بالزانة على استاد فرنسا في باريس، في الجولة النهائية حلت في المركز الرابع عشر بعدما تجاوز مسافة متر 4.40 فيما فشلت في تجاوز مسافة 4.60 في ثلاث محاولات.

## روابط خارجية
- روبرتا بروني على موقع الاتحاد الدولي لألعاب القوى (الإنجليزية)
- روبرتا بروني على موقع الاتحاد الأوروبي لألعاب القوى (الإنجليزية)
- روبرتا بروني على موقع الاتحاد الإيطالي لألعاب القوى (الإيطالية)
- روبرتا بروني على موقع الدوري الماسي (الإنجليزية)
- روبرتا بروني على موقع اللجنة الأولمبية الدولية (الإنجليزية)
- روبرتا بروني على موقع أوليمبيديا (الإنجليزية)
- روبرتا بروني على موقع اللجنة الأولمبية الإيطالية (الإيطالية)